# Forchtenberg

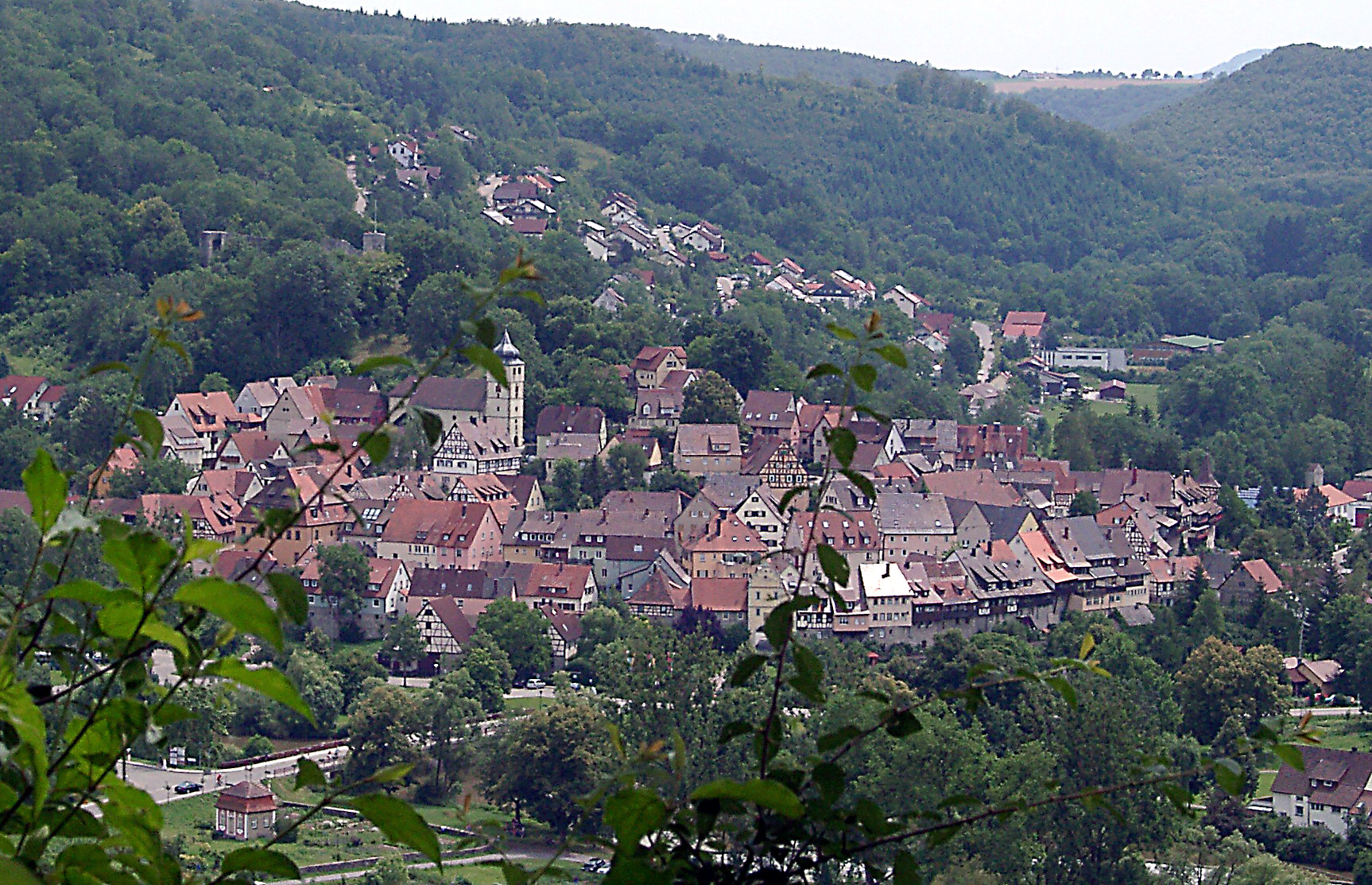
Blick auf Forchtenberg

Forchtenberg ist eine Stadt im Hohenlohekreis im fränkisch geprägten Nordosten Baden-Württembergs. Sie gehört zum Regionalverband Heilbronn-Franken. Die heutige Stadt Forchtenberg entstand 1971/1972 durch Eingemeindung und Zusammenschluss aus den Städten Forchtenberg und Sindringen sowie den Gemeinden Ernsbach, Muthof und Wohlmuthausen.

## Geografie

### Geografische Lage
In Forchtenberg mündet die aus dem Südosten kommende Kupfer in den hier westwärts fließenden Kocher. Die Altstadt des Städtchens liegt südöstlich der Kupfermündung am Hang eines Bergsporns, dessen Rücken die Ruine Forchtenberg trägt. Nördlich der Altstadt liegt auf der gegenüberliegenden Kocherseite die Neubausiedlung Neuwülfingen.
Das Gemeindegebiet erstreckt sich von der Teilortsgemarkung des zentralen Forchtenbergs aus als breiter Streifen flussabwärts beidseits des Kochertals bis unterhalb von Sindringen im Westen. Ebenso im schmäleren Keil der Wohlmuthausener Teilortgemarkung südwärts entlang dem unteren Kupfertal und über das mittlere Sall-Tal hinweg bis an den Rand des Hirschbachtals.
Eine kleinere Gemeindeexklave liegt nordwärts von Forchtenberg selbst auf dem Bergrücken vor dem Jagsttal.

### Stadtgliederung
Die Stadt Forchtenberg besteht aus den folgenden Teilen:
| Wappen Ernsbach      | - Ernsbach mit Ernsbach selbst und dem Wohnplatz Waldberg                                                                                    |
| Wappen Forchtenberg  | - Forchtenberg mit Forchtenberg selbst, dem Gehöft Rauhbusch-Hof und dem Wohnplatz Neu-Wülfingen                                             |
| Wappen unbekannt     | - Muthof mit Muthof selbst und den Weilern Büschelhof und Schleierhof; Exklave im Norden des übrigen Stadtgebietes                           |
| Wappen Sindringen    | - Sindringen mit Sindringen selbst, den Höfen Holzweiler Hof und Neuzweiflingen (Trautenhof) sowie den Wohnplätzen Schießhof und Ziegelhütte |
| Wappen Wohlmuthausen | - Wohlmuthausen mit Wohlmuthausen selbst, den Weilern Hohensall, Metzdorf, Orbachshof und Schwarzenweiler sowie dem Gehöft Haberhof          |

### Flächenaufteilung
Nach Daten des Statistischen Landesamtes, Stand 2014.

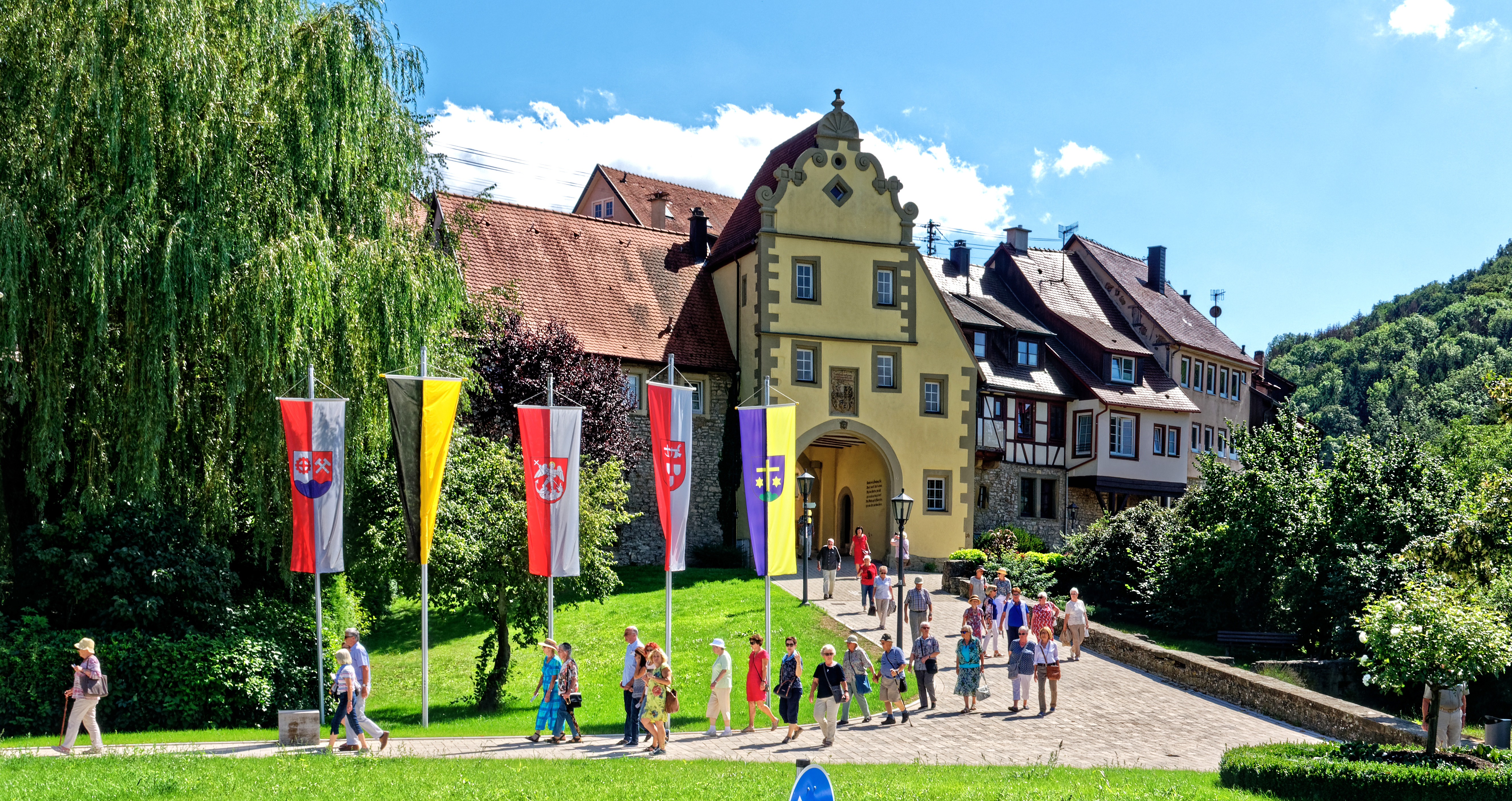
Ausflugsziel Forchtenberg (Würzburger Tor).

## Geschichte

### Bis zum 19. Jahrhundert
Forchtenberg geht auf den einst nordwestlich des Ortes gelegenen Ort Wülfingen zurück, der schon vorgeschichtlich besiedelt war und 771 erstmals Erwähnung fand. Wülfingen war 1042 Sitz eines Kochergau-Grafen und kam 1210 an die Herren von Dürn, die auf dem Bergsporn südöstlich von Wülfingen eine Burg erbauten. Der Name Forchtenberg ist aus der Umschreibung „vor dem Berg“ entstanden. Die Burg Forchtenberg war unter Konrad von Dürn im Jahr 1234 vollendet. Vermutlich zur selben Zeit wurde die befestigte Stadt Forchtenberg am Fuße der Burg angelegt, die 1298 erstmals urkundlich erwähnt wurde und zu deren Gunsten Wülfingen aufgegeben wurde.

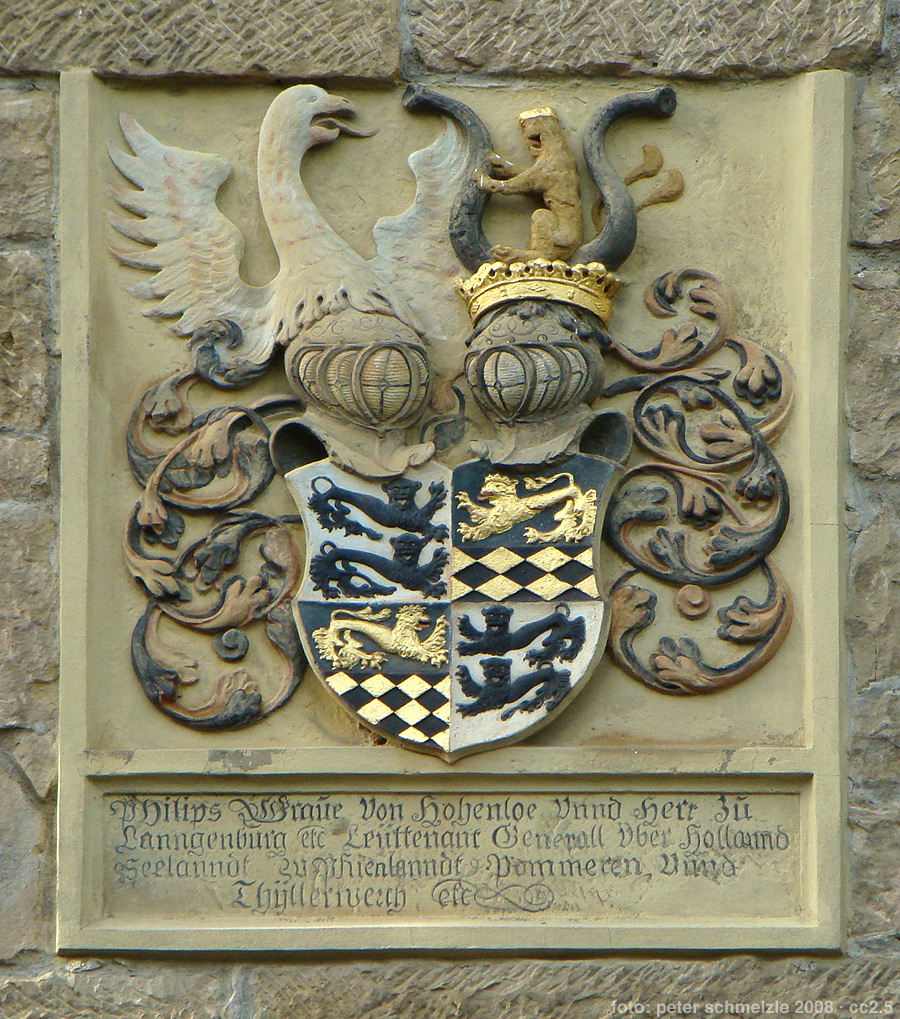
Hohenlohisches Wappen am Backhaus in Forchtenberg

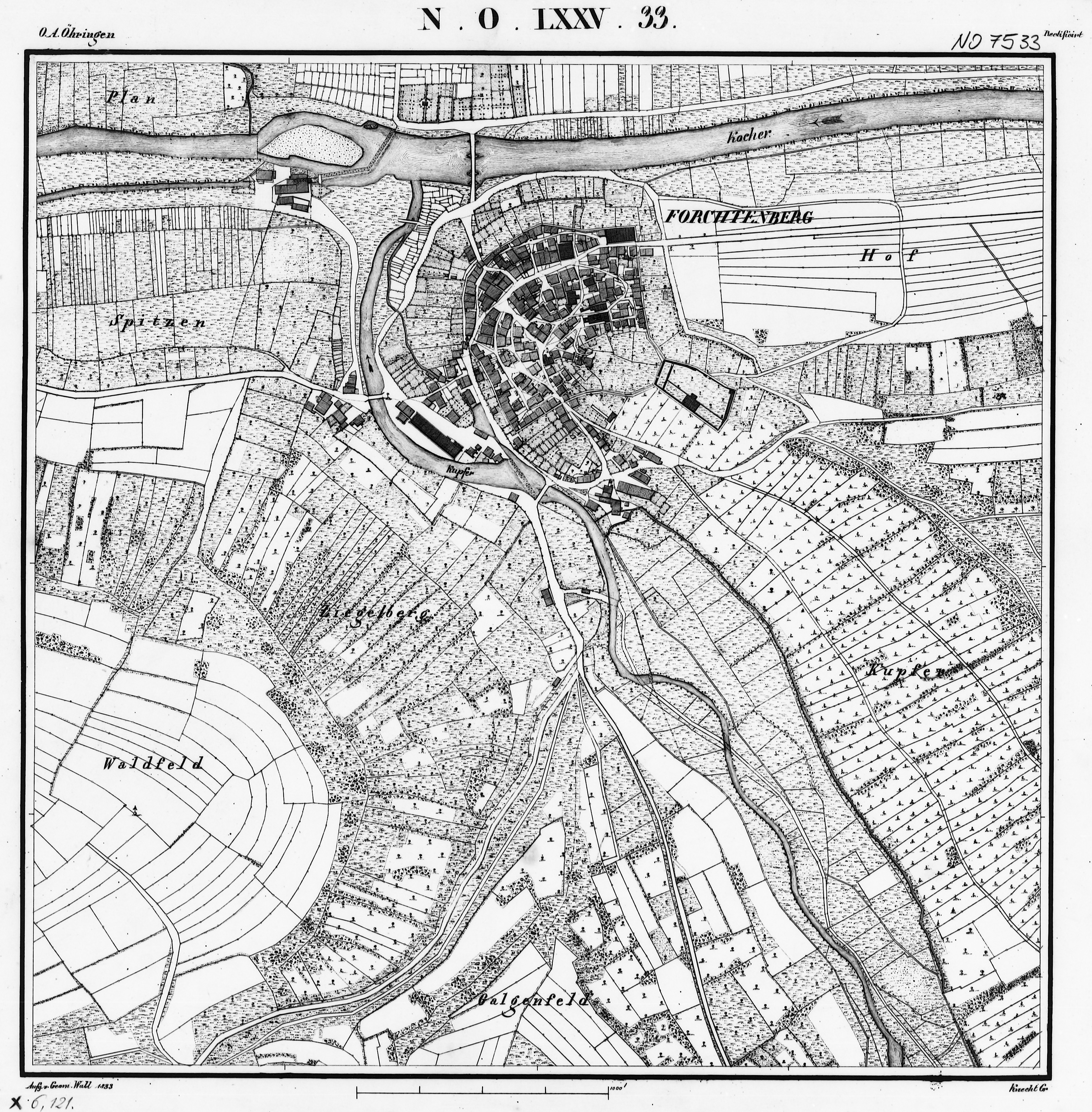
Forchtenberg, Urflurkarte, Württembergische Landesvermessung (1831)

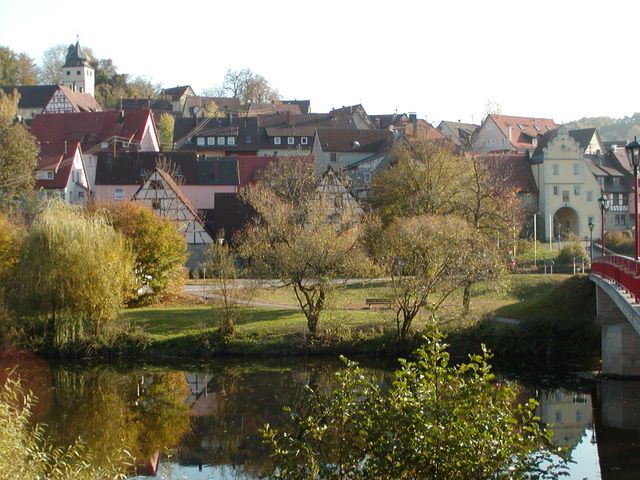
Blick auf Forchtenberg vom Ufer des Kochers

Mit dem Aussterben der Grafen von Dürn fielen Burg und Stadt im frühen 14. Jahrhundert an die Herren von Hohenlohe-Weikersheim. Die Burg wurde Residenz Ulrichs, des Sohnes Krafts III., der jedoch 1399 seinen Besitz verpfänden musste. Die Witwe Albrechts I. löste 1438 das Pfand aus und erhielt die Burg als Witwensitz. Später war die Burg Sitz eines hohenlohischen Amtmannes und wurde im Dreißigjährigen Krieg weitgehend zerstört.
Als Folge des Reichsdeputationshauptschlusses fielen die hohenlohischen Lande, die zwischen 1500 und 1806 zum Fränkischen Reichskreis gehörten, im Jahre 1806 an das Königreich Württemberg. Forchtenberg wurde dabei dem Oberamt Öhringen (ab 1938 Landkreis Öhringen) zugeordnet.

### 20. Jahrhundert
Am 22. Juni 1924 erhielt der Ort mit der Kochertalbahn einen Bahnanschluss nach Waldenburg, was zu einem wirtschaftlichen Aufschwung führte.
Im März 1945 sprengte ein Wehrmachtkommando trotz des Protestes der Einwohner sowohl die Kupfer- als auch die Kocherbrücke. Im April zerstörten in drei Tagen Artilleriebeschuss und Luftangriffe der Amerikaner ein Drittel der Gebäude. Daraufhin zogen amerikanische Truppen gegen geringem Widerstand am 11. April 1945 durch Forchtenberg, wodurch der Zweite Weltkrieg in Forchtenberg zu Ende war. Ehemalige Zwangsarbeiter plünderten die Stadt in den darauffolgenden Tagen. Einer „stalinistischen Machtübernahme“ Ende April setzte am 5. Juni 1945 die amerikanische Militärregierung durch die Verhaftung der Verantwortlichen ein Ende.
Da Forchtenberg nach dem Zweiten Weltkrieg Teil der Amerikanischen Besatzungszone geworden war, gehörte die Stadt somit seit 1945 zum neu gegründeten Land Württemberg-Baden, das 1952 im jetzigen Bundesland Baden-Württemberg aufging.
Mit der Kreisreform in Baden-Württemberg kam die Stadt am 1. Januar 1973 zum neuen Hohenlohekreis. 1981 wurde der Personenverkehr auf der Kochertalbahn eingestellt.

### Gemeindereform
Am 1. Dezember 1971 wurde Wohlmuthausen nach Forchtenberg eingemeindet. Am 1. Januar 1972 schlossen sich die Städte Forchtenberg und Sindringen mit den Gemeinden Ernsbach und Muthof zur neuen Stadt Forchtenberg zusammen.
Wappen der früheren Gemeinden
| Wohlmuthausen | Sindringen | Ernsbach |
| ------------- | ---------- | -------- |

## Politik

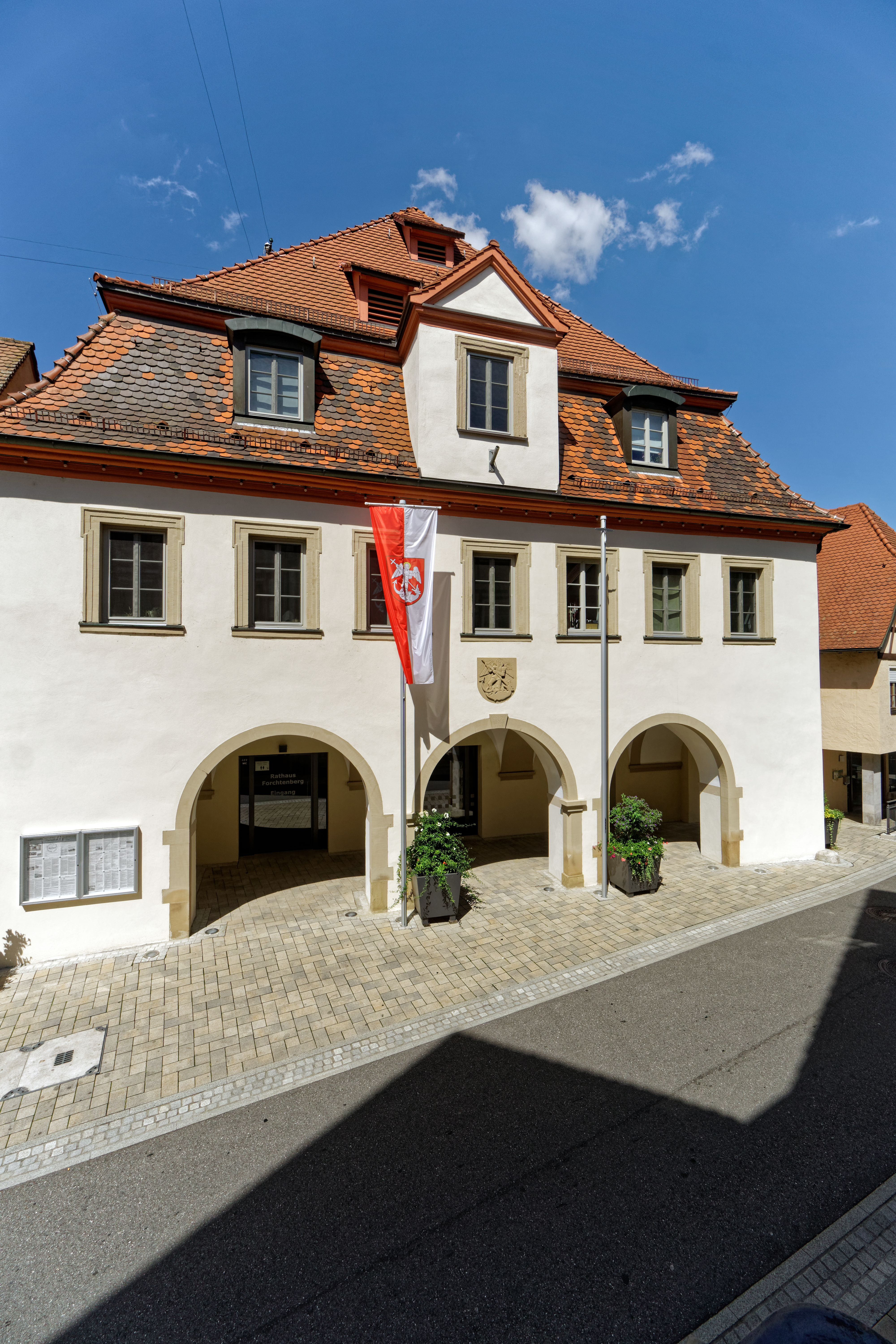
Das Forchtenberger Rathaus, Geburtshaus von Sophie Scholl

### Bürgermeister
- Um 1810 Schultheiß Haag
- Um 1820–1837 von Olnhausen
- 1837–1847 Schall (Notar)
- 1847–1860 Ludwig Blanck
- 1860–1872 Walther (Notar)
- 1872–1876 Karl Krauß
- 1876–1892 Karl Böhringer
- 1892–1900 Paul Hüzel
- 1900–1906 Christian Wirth
- 1906–1919 Hermann Hörer
- 1919–1930 Robert Scholl
- 1930–1933 Friedrich Kramer
- 1933–1936 Eugen Maurer
- 1936–1945 Adolf Hebeiß (von 1942 bis 1945 wegen Kriegsdienst vertreten durch Amtsverweser Richard Leitlein)
- 1946–1948 Wilhelm Wolf
- 1948–1948 Friedrich Haag
- 1948–1966 Adolf Hebeiß
- 1966–2004 Martin Tuffentsammer
- 2004–2016 Uwe Gysin
- seit 2016: Michael Foss (CDU)

### Gemeinderat
In Forchtenberg wird der Gemeinderat nach dem Verfahren der unechten Teilortswahl gewählt. Dabei kann sich die Zahl der Gemeinderäte durch Überhangmandate verändern. Der Gemeinderat in Forchtenberg hat nach der letzten Wahl 18 Mitglieder, er besteht aus den gewählten ehrenamtlichen Gemeinderäten und dem Bürgermeister als Vorsitzendem. Der Bürgermeister ist im Gemeinderat stimmberechtigt.
Die Kommunalwahl am 9. Juni 2024 führte zu folgendem Endergebnis.
| Liste                         | Stimmen | Sitze |
| Unabhängige Wählervereinigung | 41,77 % | 8     |
| Freie Wählervereinigung       | 51,67 % | 9     |
| Grüne                         | 6,57 %  | 1     |

### Wappen und Flagge
Die Blasonierung des Forchtenberger Wappens lautet: In Rot der stehende, golden nimbierte und silbern gerüstete Erzengel Michael mit goldenem Kreuzspeer den Rachen des silbernen Lindwurms durchbohrend. Die Stadtflagge ist Weiß-Rot.
Die Stadt Forchtenberg griff nach ihrer Neubildung 1972 im Wesentlichen das alte Forchtenberger Wappen auf, das in Siegeln seit 1516 nachzuweisen ist. Der Speer des Erzengels Michael wurde in Erinnerung an das goldene Kreuz im ehemaligen Wappen des Stadtteils Sindringen in einen goldenen Kreuzspeer verändert. Die Farben Rot und Weiß sind Wappenfarben sowohl von Hohenlohe als auch von Weinsberg und Schöntal und haben damit einen Bezug zu allen ehemaligen, in der Stadt Forchtenberg aufgegangenen Gemeinden. Wappen und Flagge wurden der Stadt am 7. Juni 1978 vom Landratsamt des Hohenlohekreises verliehen.

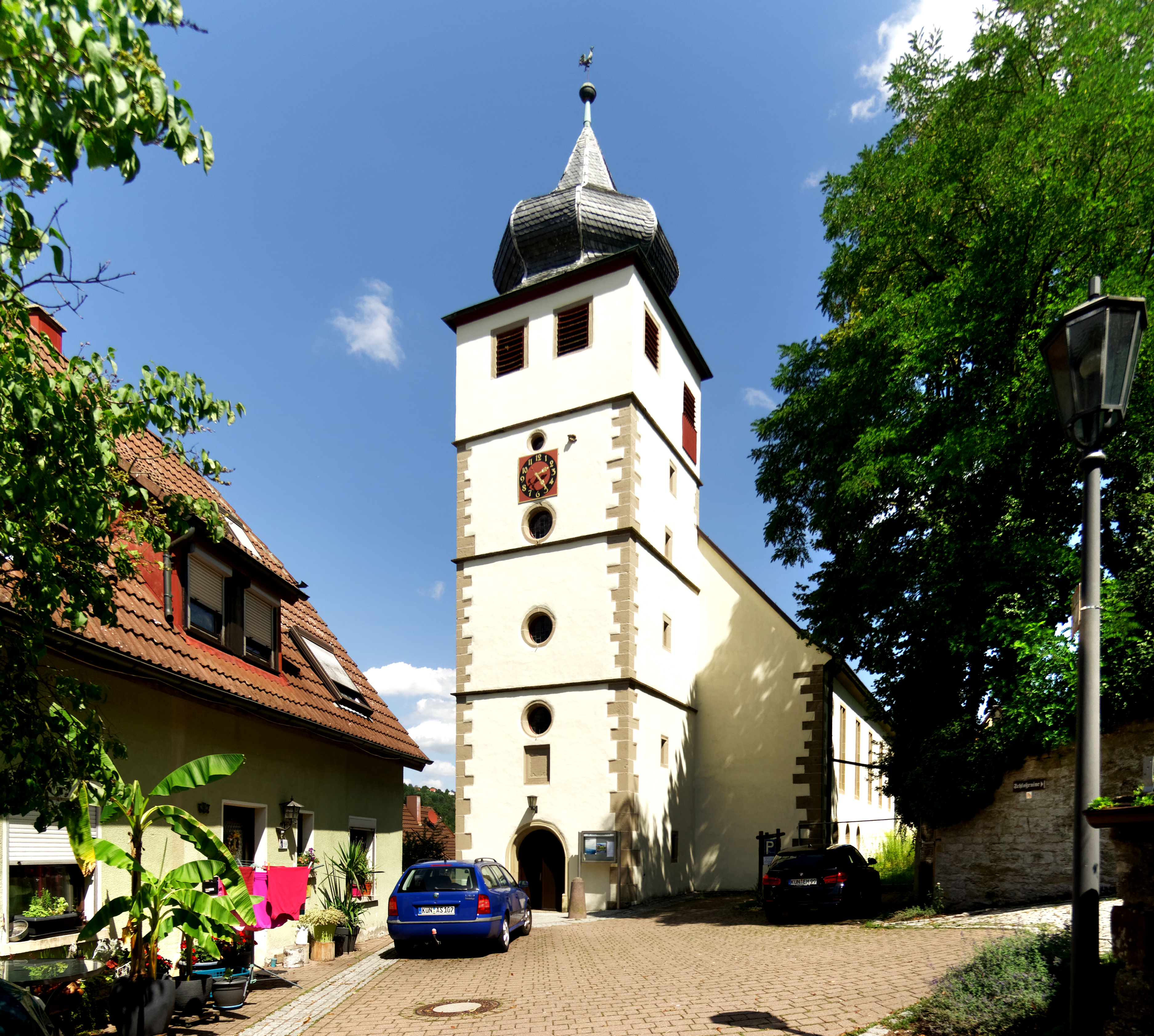
Die Michaelskirche.

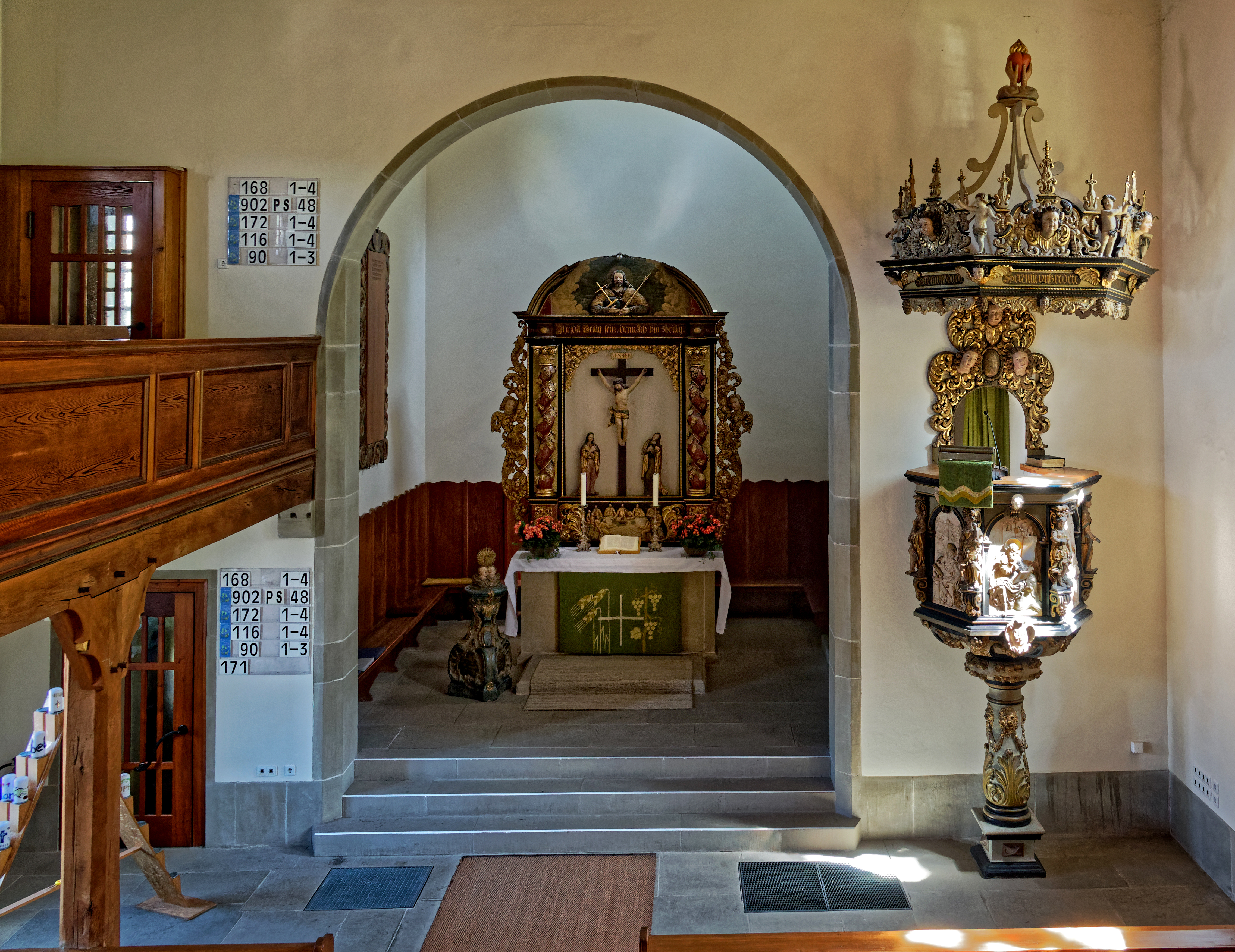
Blick in die Michaelskirche mit der Kanzel von Michael Kern.

## Kultur und Sehenswürdigkeiten

### Bauwerke

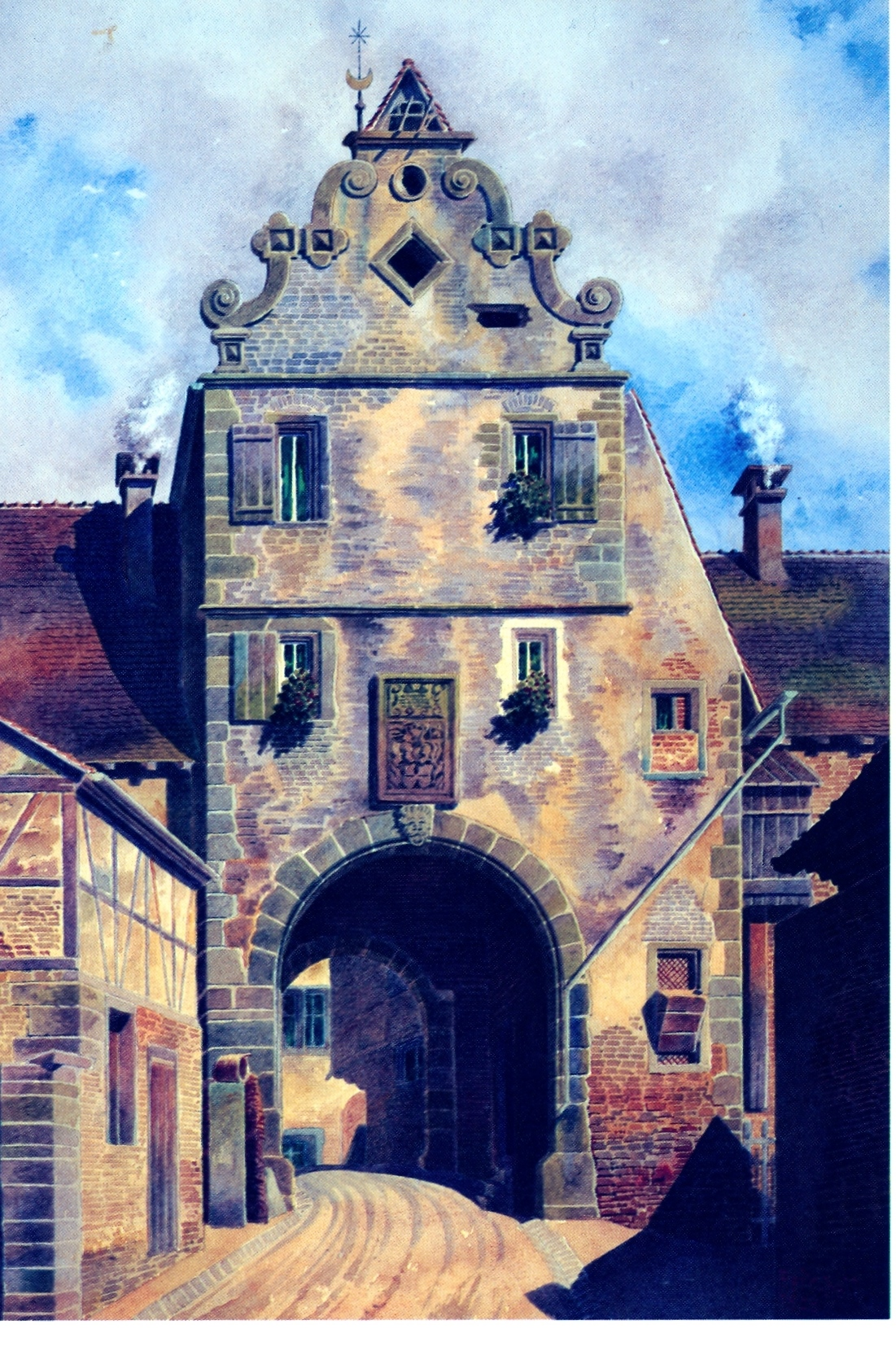
Forchtenberg, „Neues Tor“ oder auch „Rappentor“

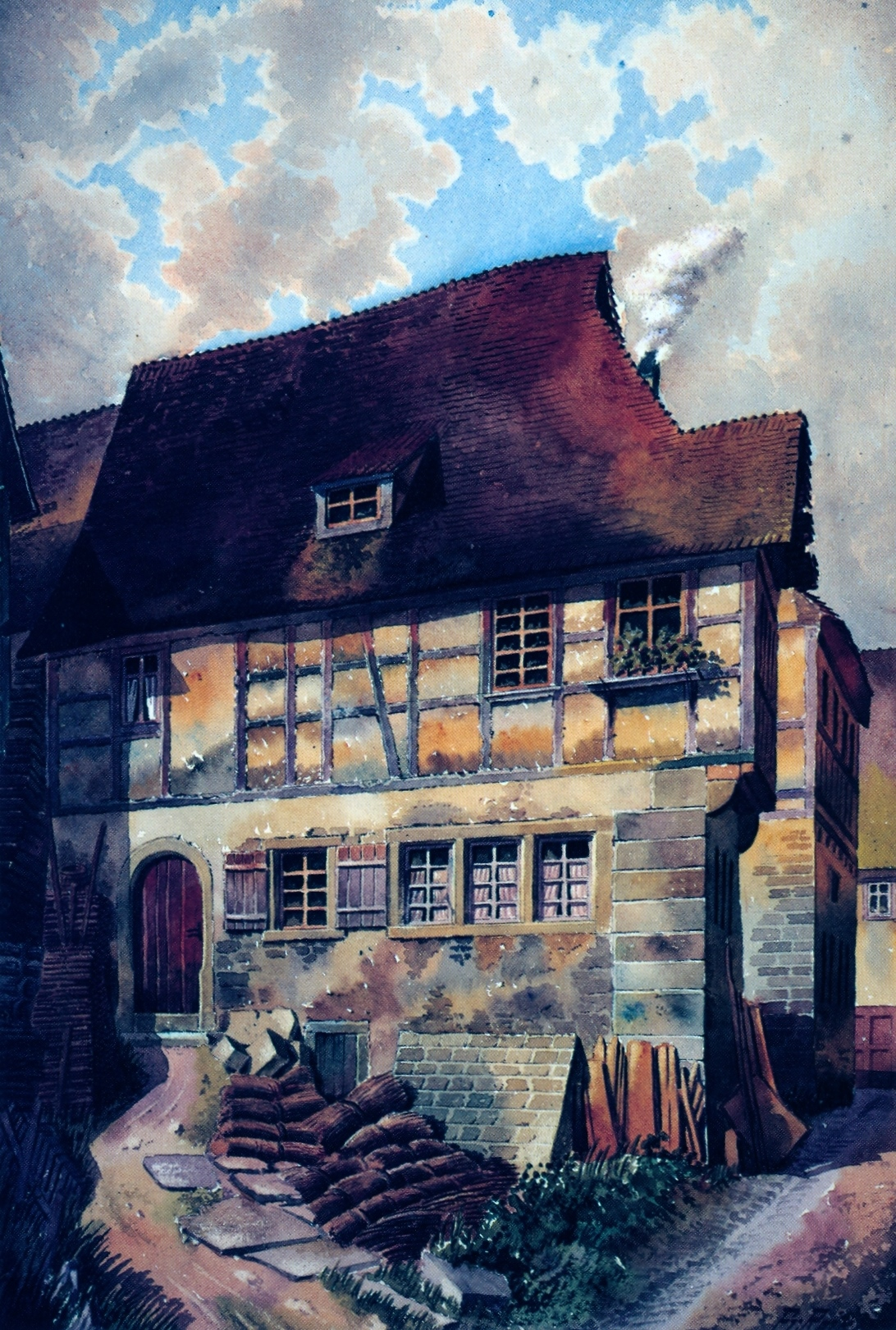
Forchtenberg, Hafenmarktgasse 29, Geburtshaus Leonhard Kerns

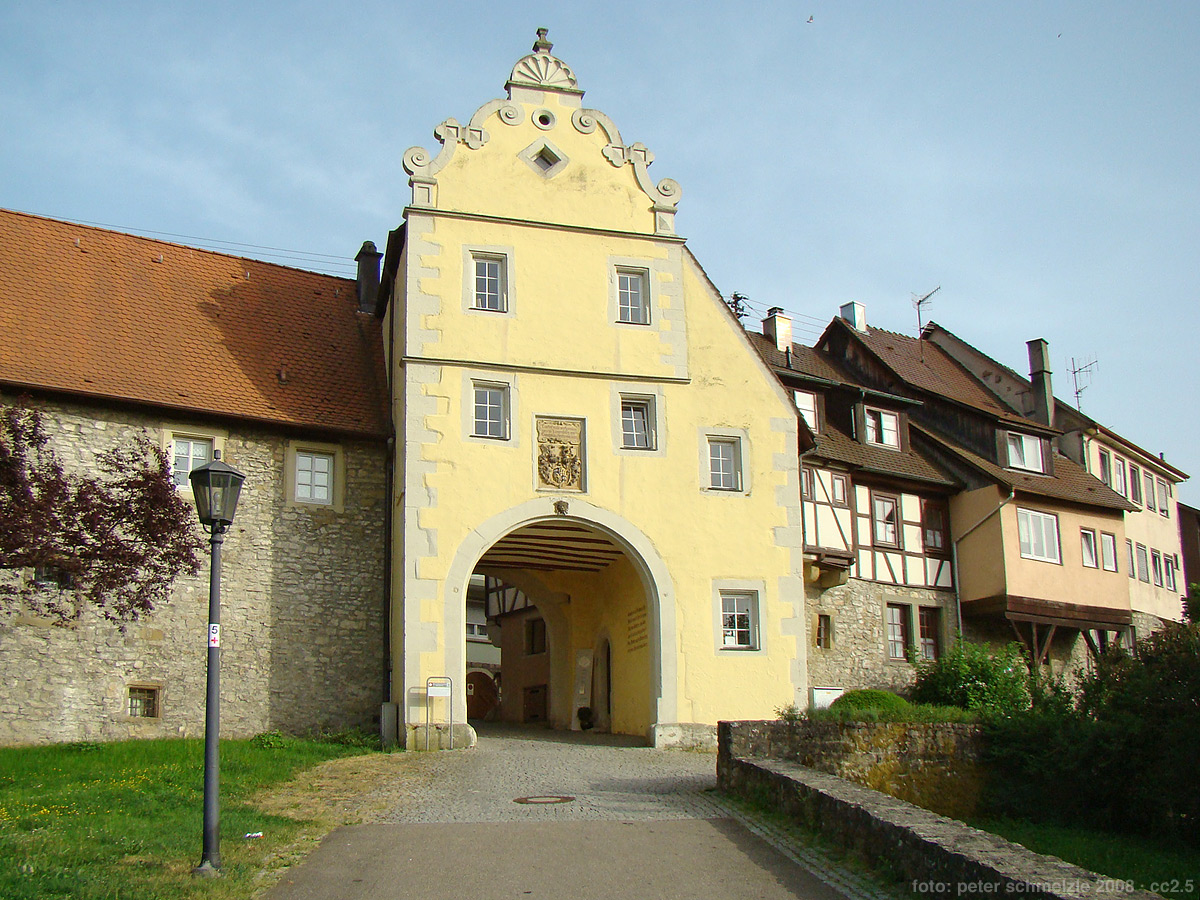
Würzburger Tor, nördlicher Zugang zur Altstadt

Forchtenbergs mittelalterliche Altstadt verfügt über zahlreiche Fachwerkbauten sowie eine teilweise erhaltene oder wiederaufgebaute Stadtmauer mit Wehrgang und mehreren Türmen oder Torbauten, darunter der zur Stadt hin offene Bürgerturm und das Würzburger Tor im Norden sowie der Diebsturm, ein Turm der Stadtbefestigung im Süden. Im historischen Stadtkern, der als Gesamtanlage unter Denkmalschutz steht, befinden sich u. a. die um 1300 erbaute und 1587 erneuerte Stadtkirche St. Michael, das Rathaus (Geburtshaus von Sophie Scholl), das Backhaus mit der Turmuhr Forchtenberg und das um 1470 erbaute Kernhaus, das Wohnhaus der 1691 ausgestorbenen Künstlerfamilie Kern. Unter dem Stadtkern befindet sich das ehemalige Gipsbergwerk.

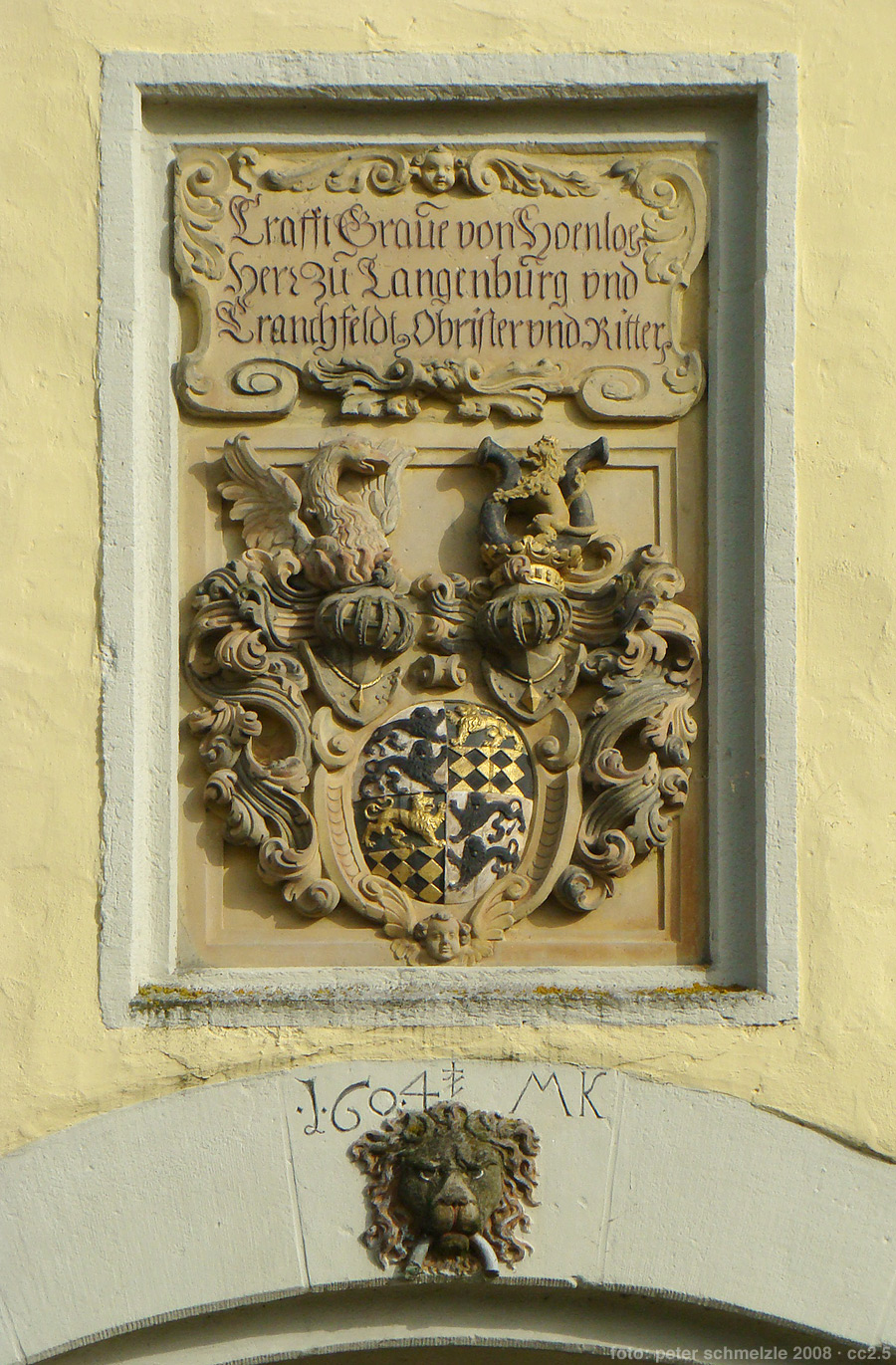
Hohenlohe-Wappen am Würzburger Tor
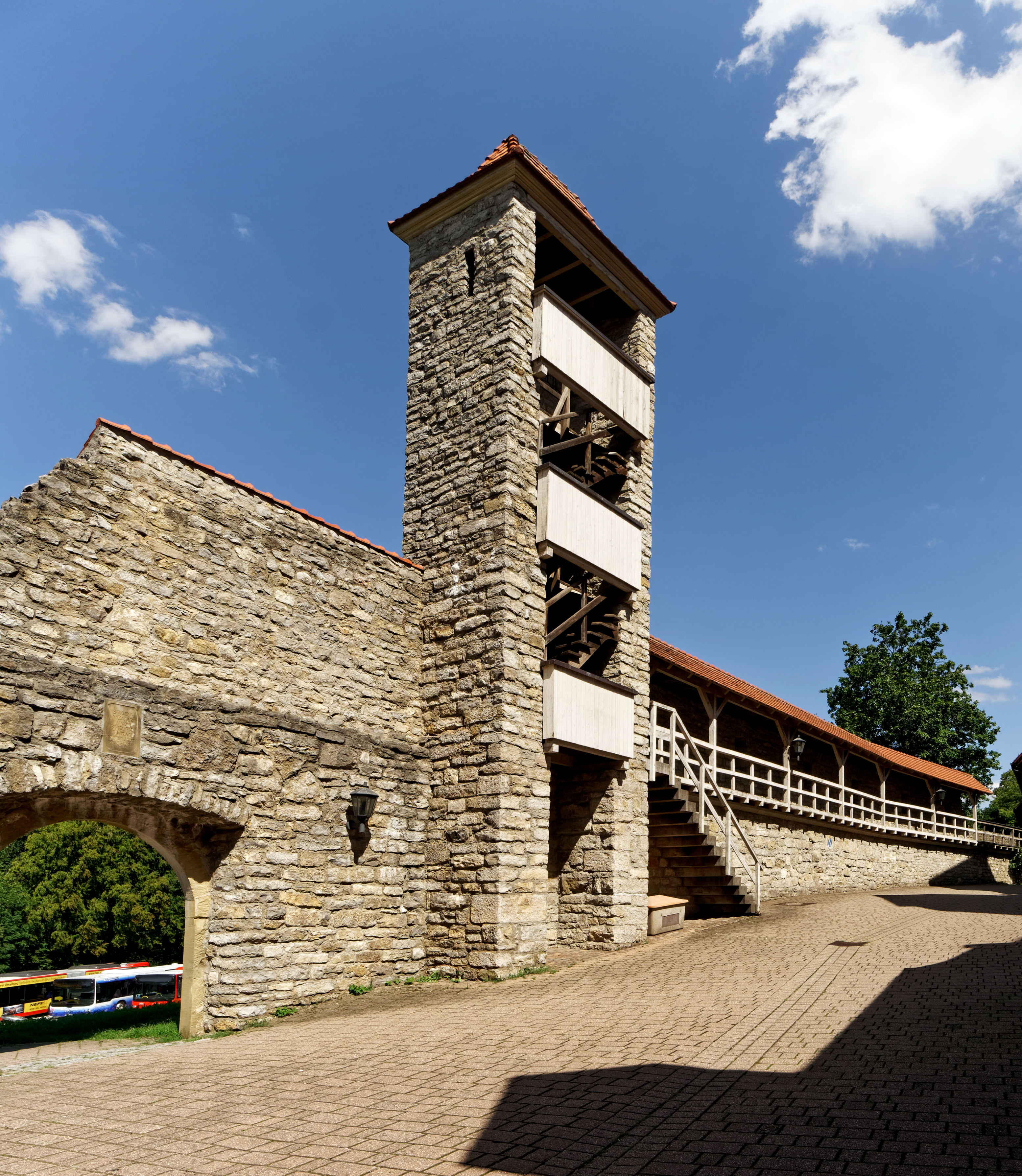
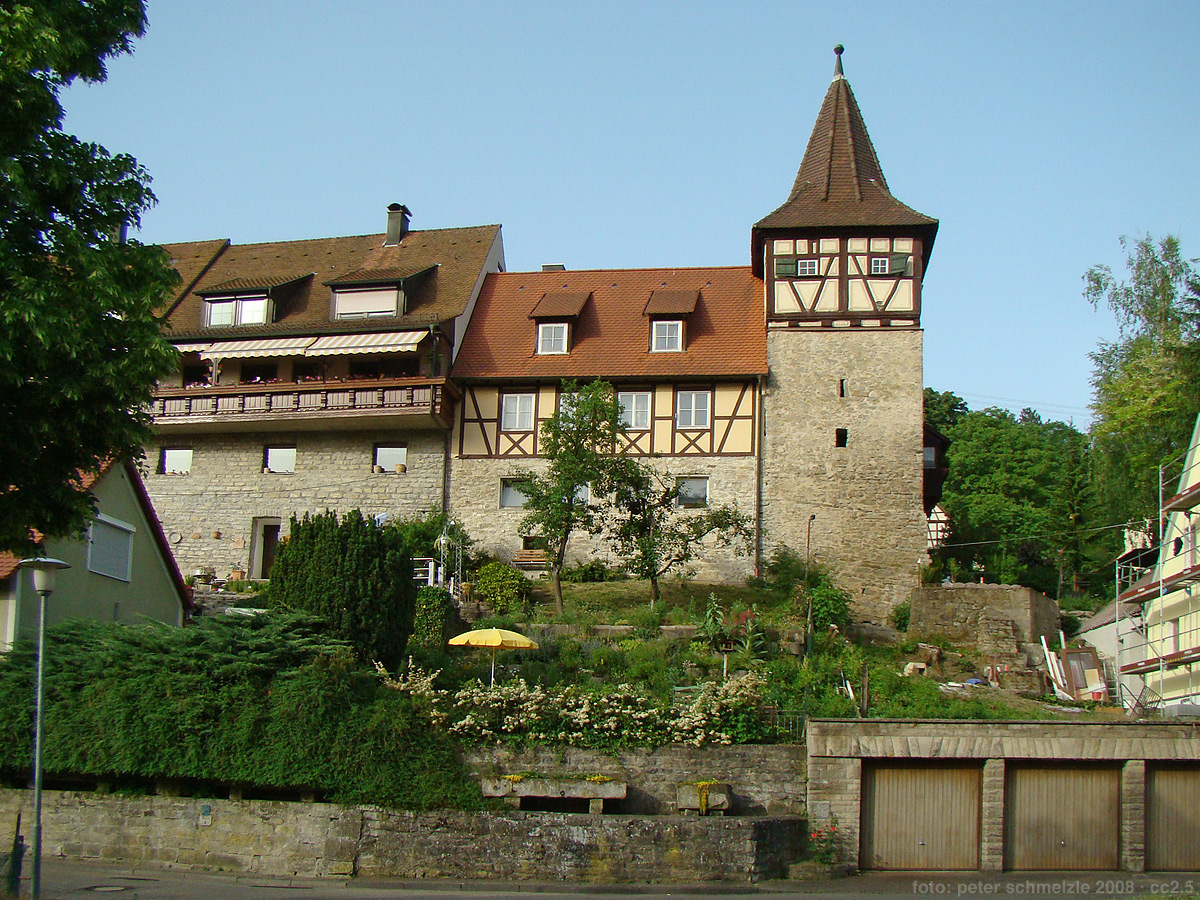
Stadtmauer mit Diebsturm
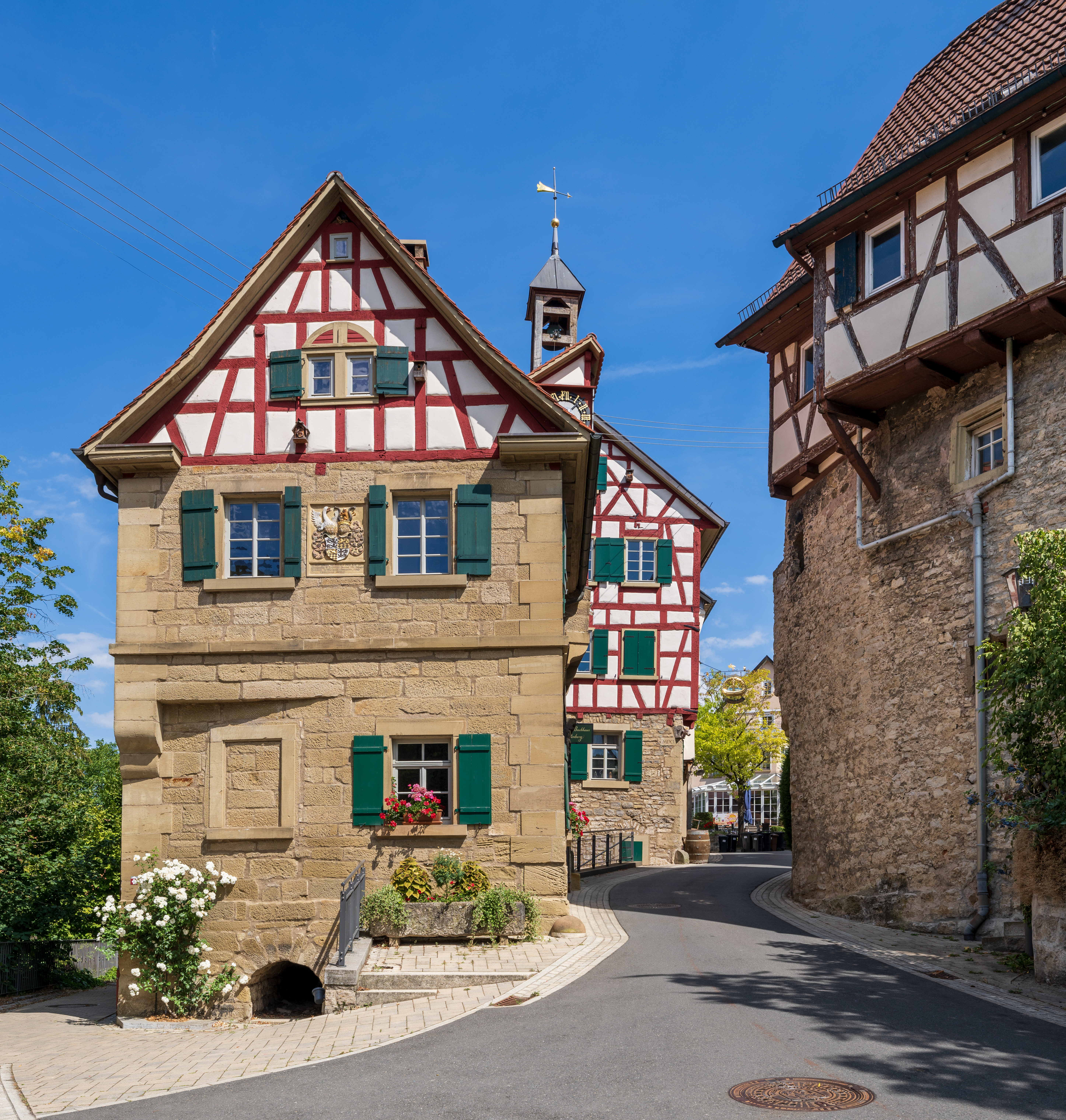
Backhaus
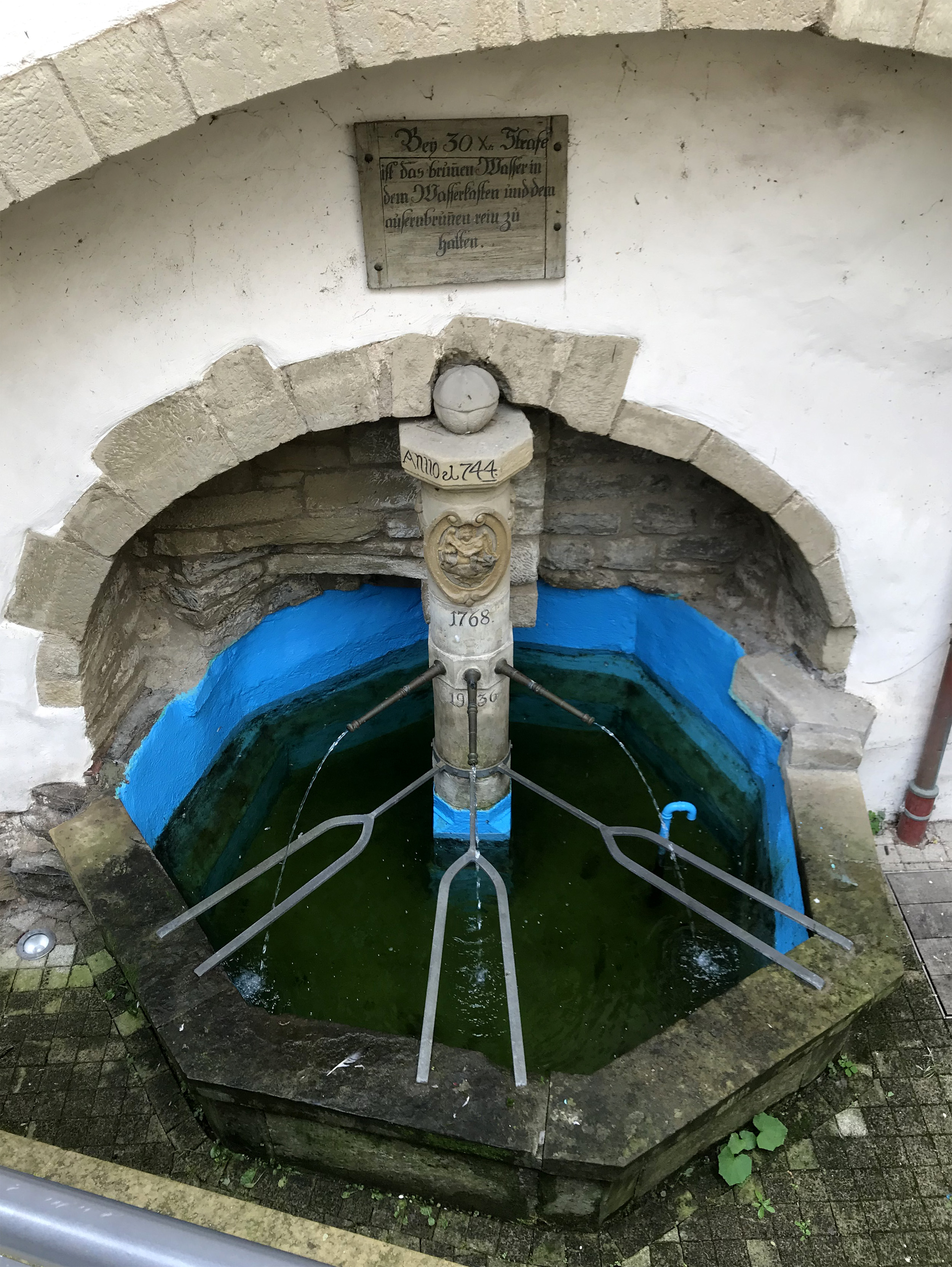
Stadtbrunnen beim Backhaus
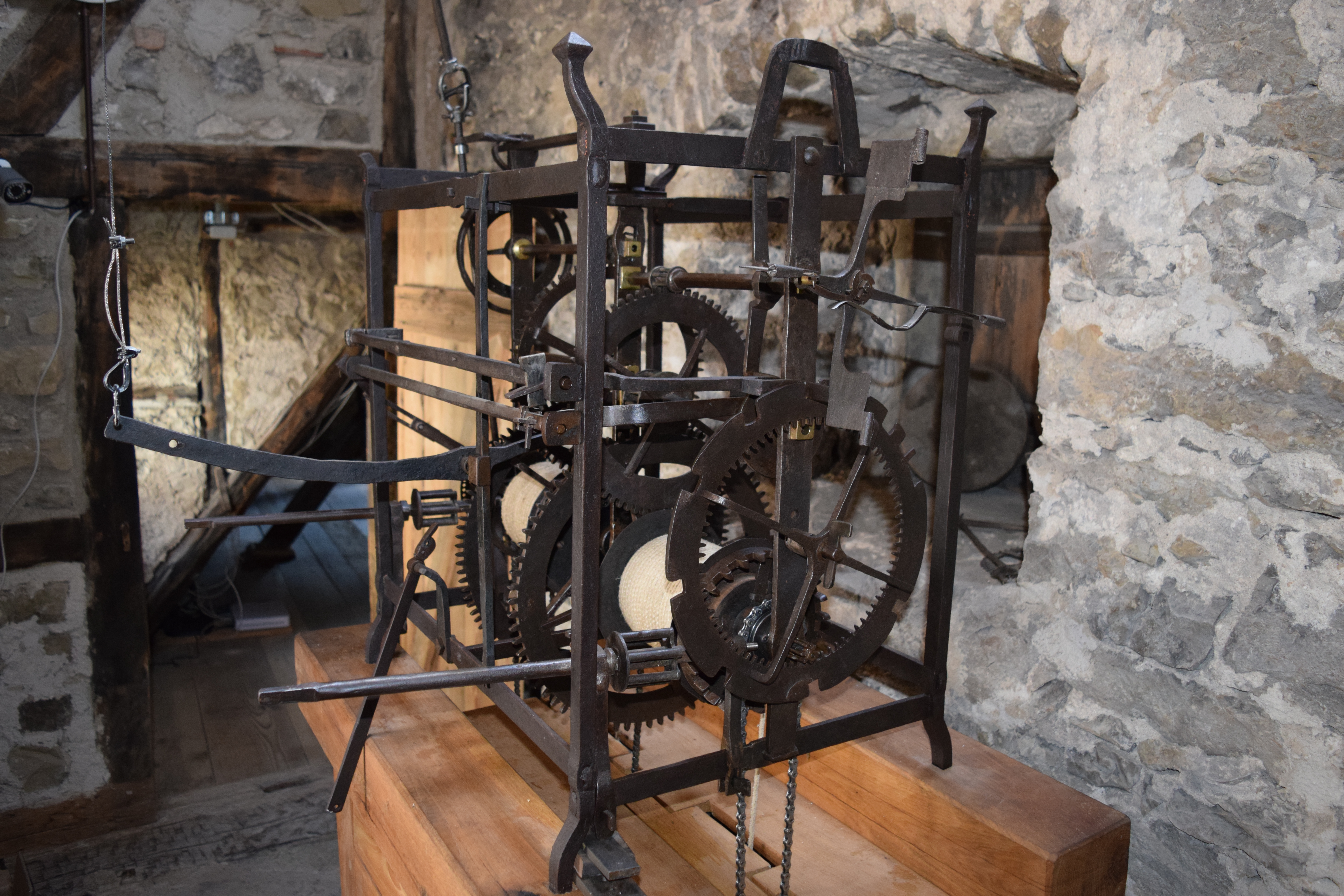
Frühere Turmuhr des Backhauses
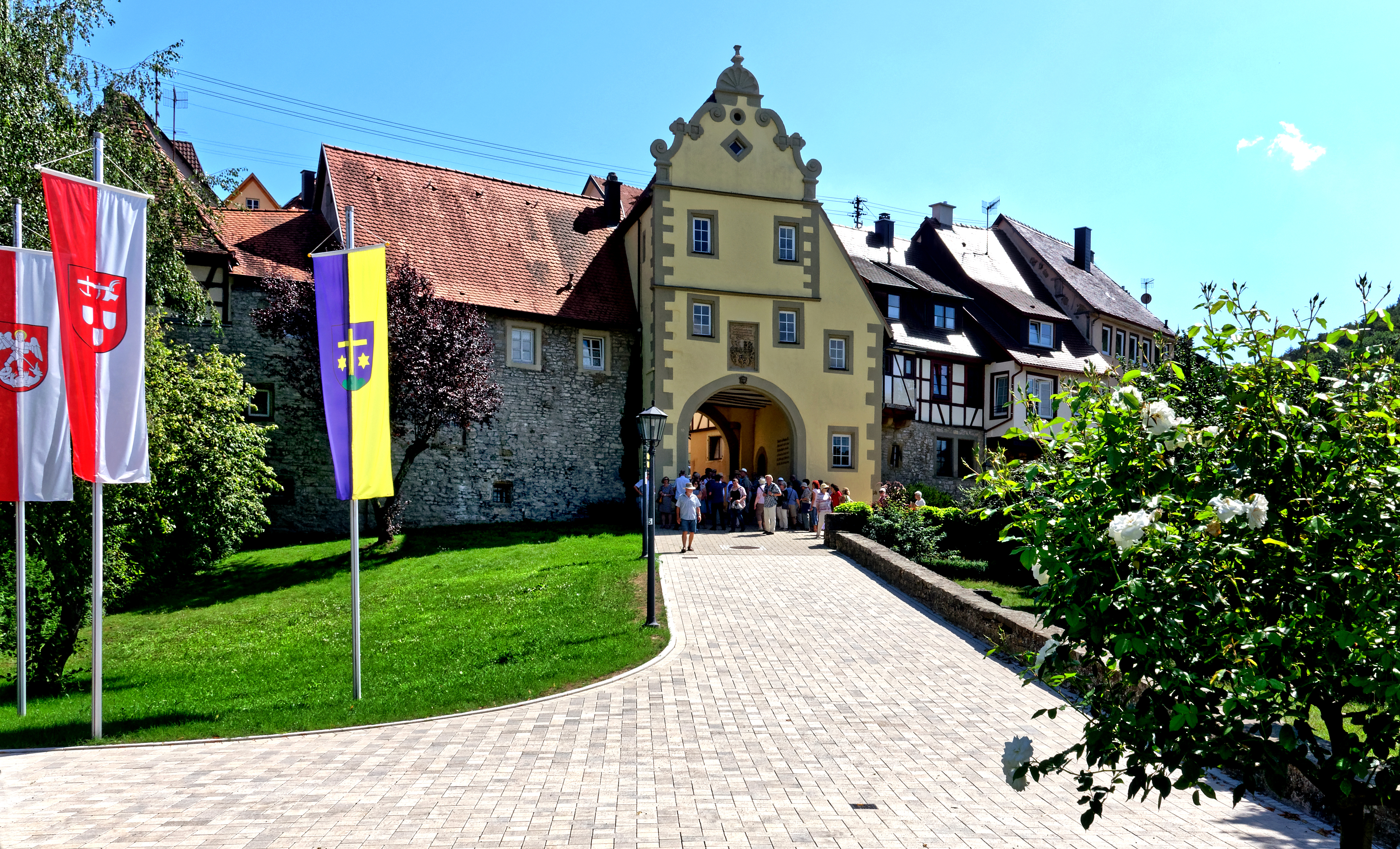
Stadtmauer mit Würzburger Tor
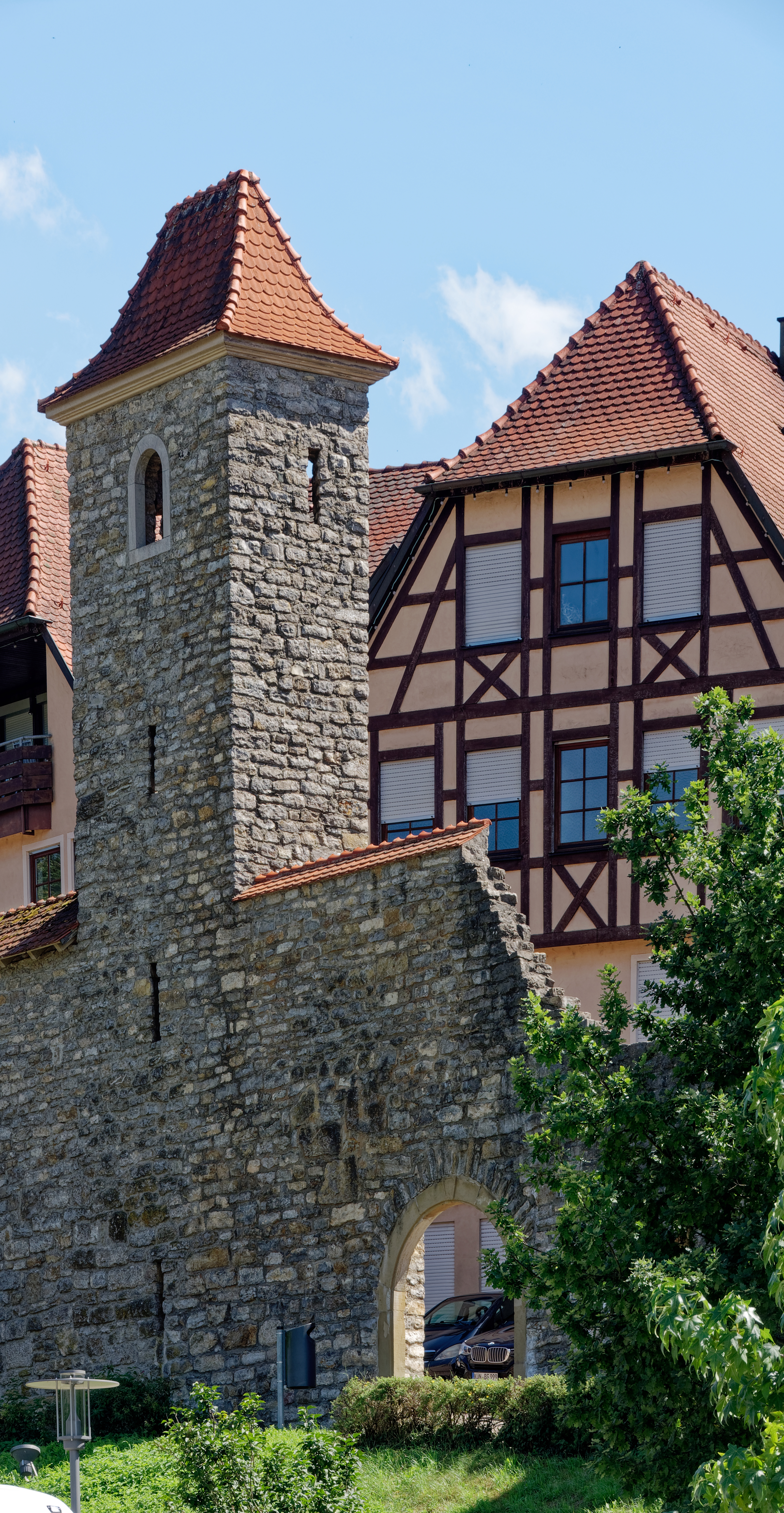
Der Bürgerturm mit Resten der Stadtmauer

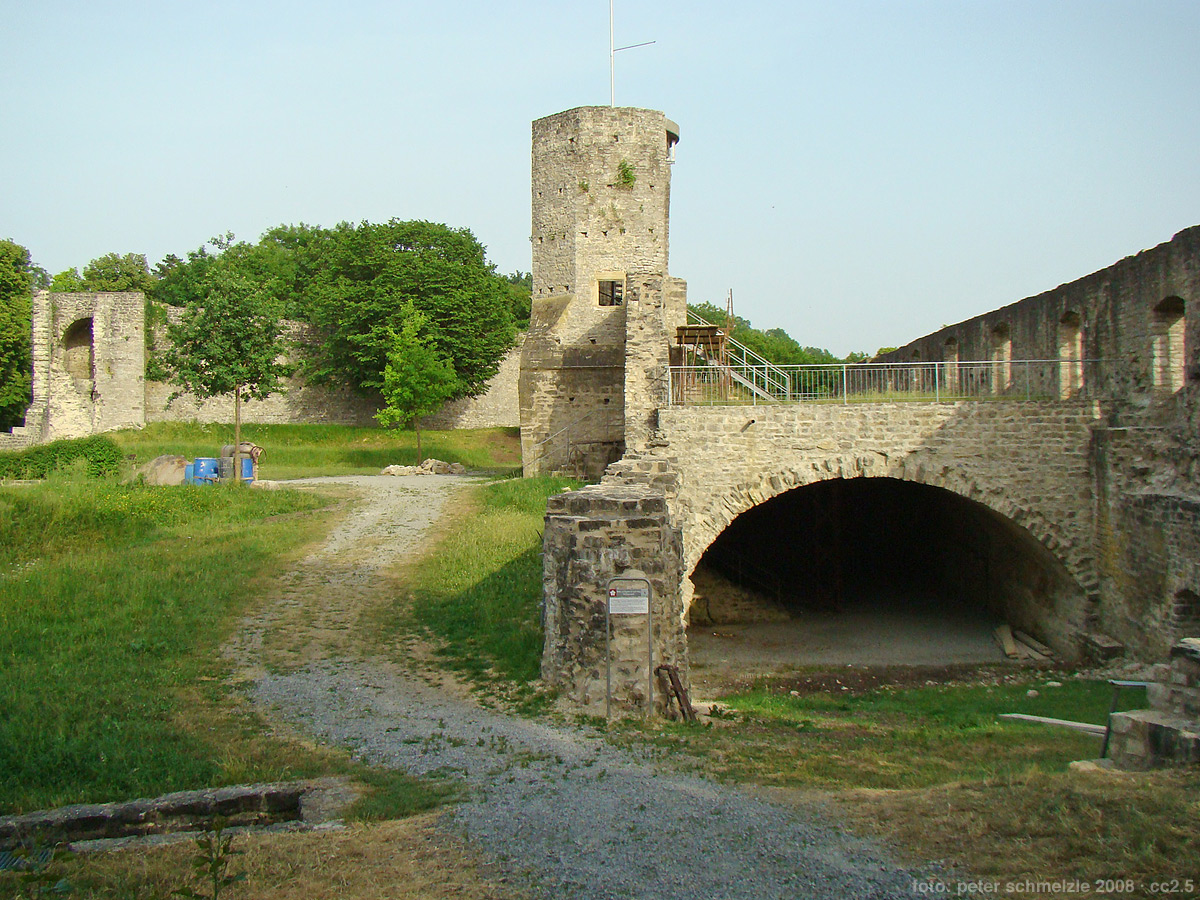
Ruine Forchtenberg

Oberhalb der Altstadt erhebt sich die Ruine Forchtenberg. Die einstige Burg wurde bis 1234 unter Konrad von Dürn errichtet, war dann Residenz und Witwensitz der Herren von Hohenlohe-Weikersheim und später Sitz hohenlohischer Amtmänner. Die Burg wurde im Dreißigjährigen Krieg weitgehend zerstört, der erhalten gebliebene große Gewölbekeller wurde jedoch in der zweiten Hälfte des 17. Jahrhunderts erweitert und weiterhin zur Einlagerung des Weinzehnten genutzt. Die Anlage war dann ab 1850 in Privatbesitz und verkam. Nach ersten privaten Erhaltungsbestrebungen ab den 1930er Jahren erwarb die Stadt Forchtenberg 1989 die Anlage, führt dort seitdem Erhaltungsmaßnahmen durch und nutzt das Gelände für Veranstaltungen.
Nordwestlich von Forchtenberg, auf der gegenüberliegenden Seite des Kochers, befindet sich im Friedhof die historische Michaelskirche, die einst die Kirche des abgegangenen Ortes Wülfingen und Urkirche für das umliegende Kochertal war. Ein Vorgängerbauwerk der heutigen Friedhofskirche, die in ihrem Inneren Fresken des 14. Jahrhunderts enthält, bestand möglicherweise schon lange vor ersten Erwähnung Wülfingens im Jahr 779. Am nördlichen Kocherufer liegt außerdem das barocke Teehaus, um 1700 erbaut und 1977 restauriert.

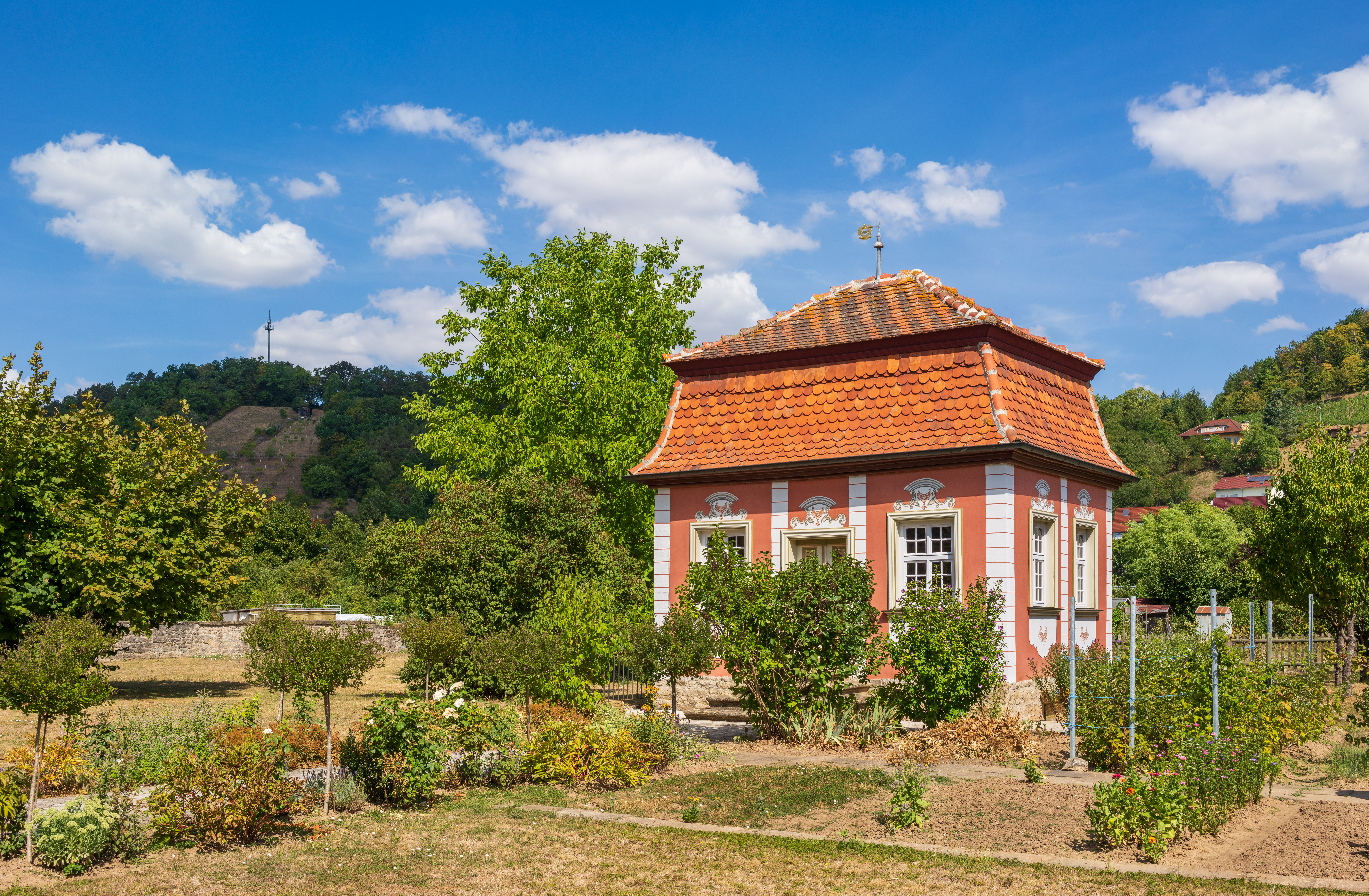
Barockes Teehaus

Die gesamte Altstadt, die Ruine und die Friedhofskirche sind unter Denkmalschutz gestellt worden. Der Hans-und-Sophie-Scholl-Pfad führt zu zahlreichen Sehenswürdigkeiten und Plätzen, die mit den Geschwistern Scholl in Verbindung stehen.

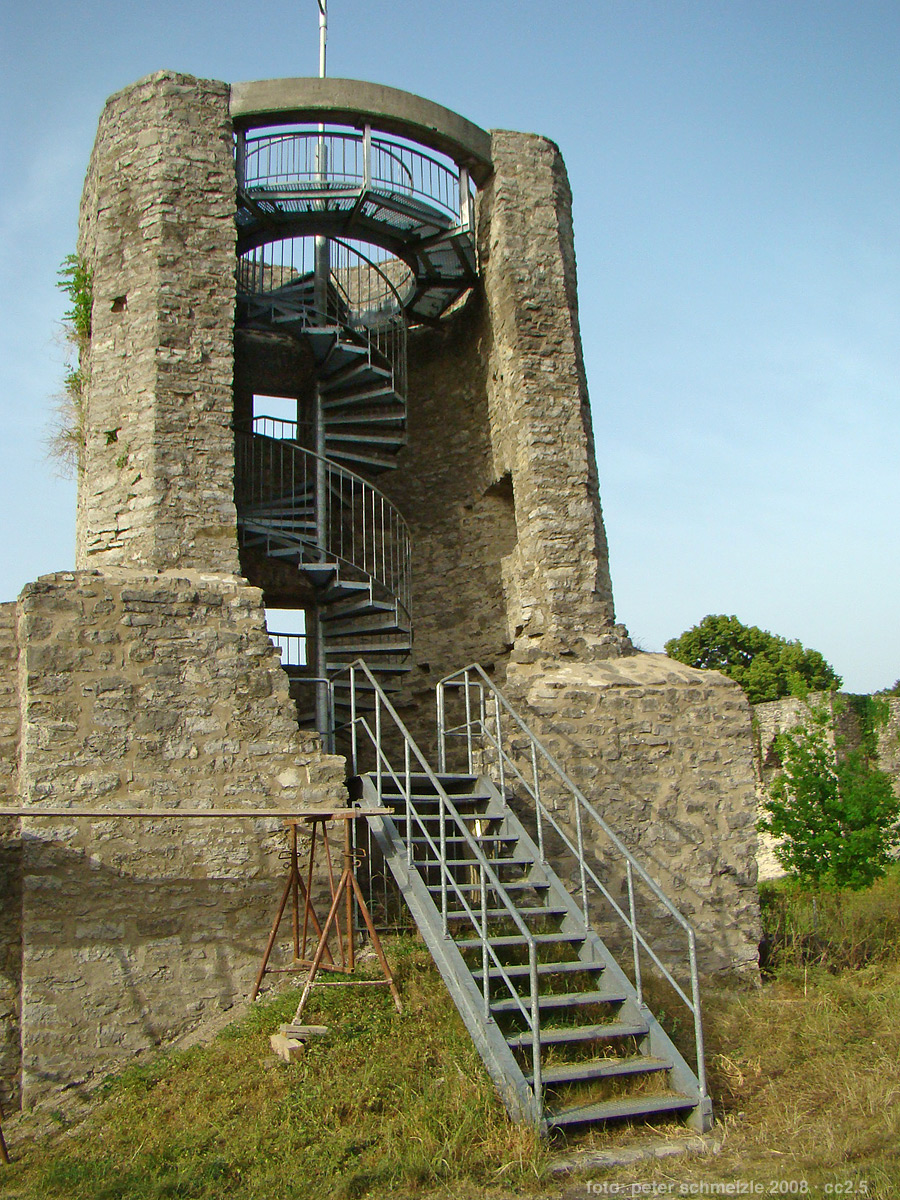
Ruine Forchtenberg, Turm
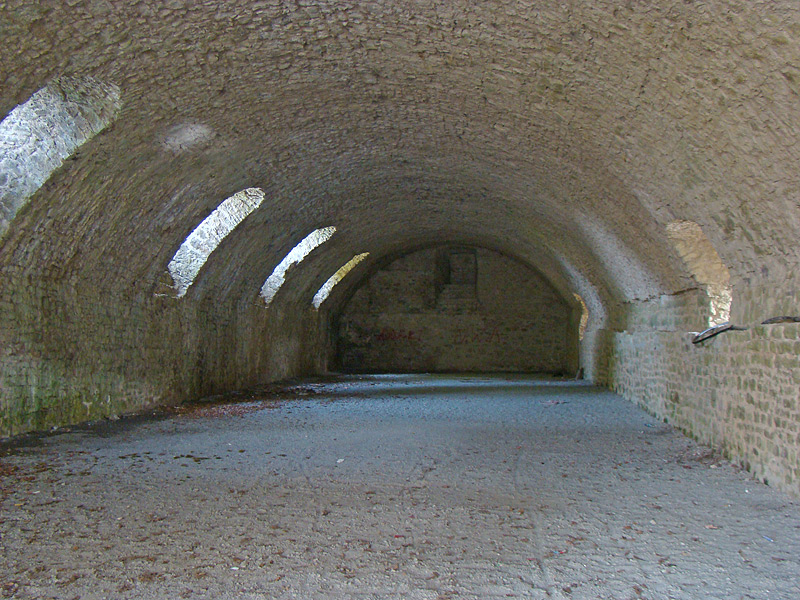
Ruine Forchtenberg, Keller
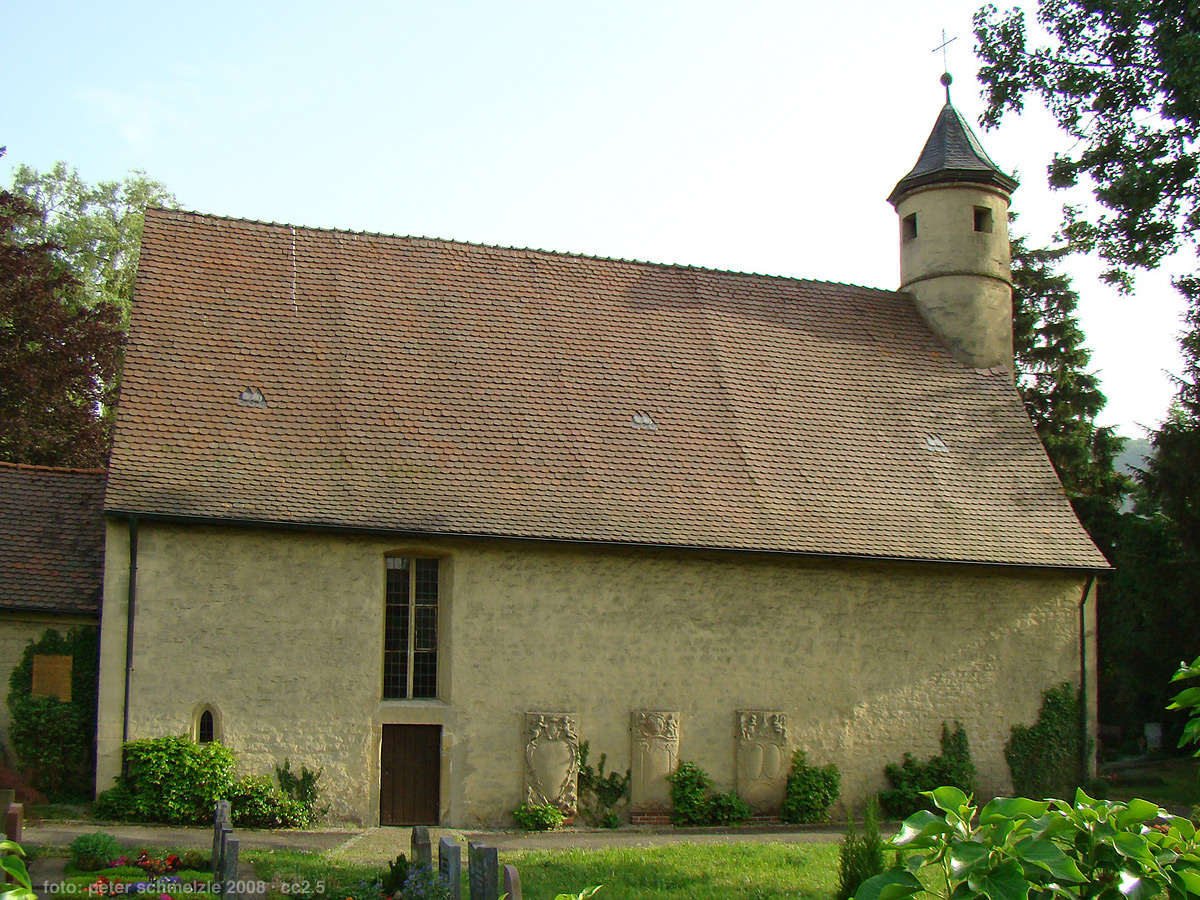
Friedhofskirche Wülfingen

### Gedenkstätten
Am Rathaus Hauptstraße 14 erinnert seit 1969 eine Gedenktafel an die christlichen Kämpfer gegen die NS-Diktatur Hans und Sophie Scholl, die als Mitglieder der „Weißen Rose“ 1943 in München ermordet wurden.

### Regelmäßige Veranstaltungen

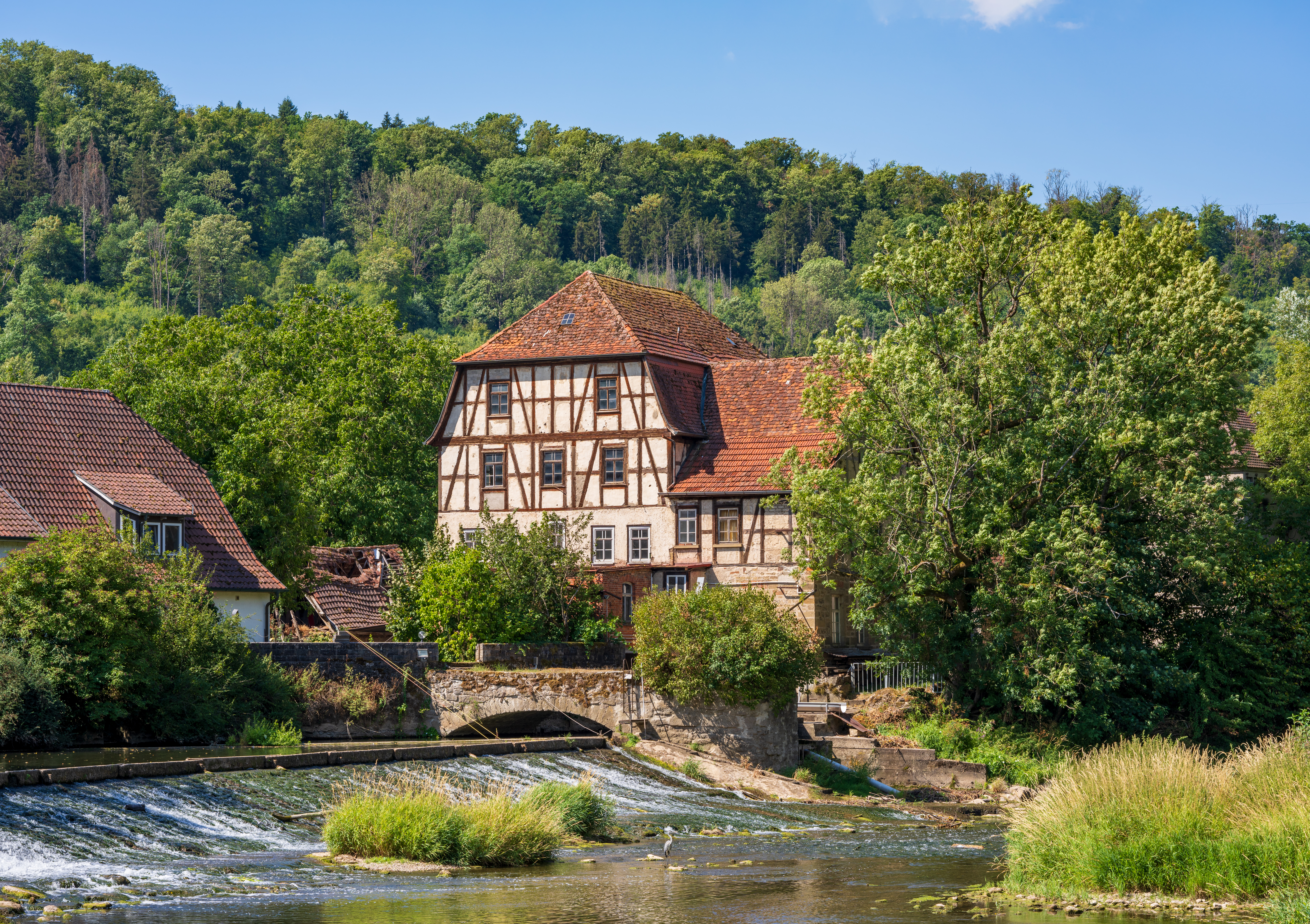
Wehr des Kochers mit der Mühle und dem Wasserwerk Leitlein im Hintergrund

Jeden Mai findet im Stadtteil Sindringen ein großer Töpfermarkt mit Anbietern aus ganz Europa statt. Die Forchtenberger Schlossruine wird jährlich Mitte Juli für das christliche Open-Air-Festival Rock in the Ruins genutzt. Seit 2005 findet hier auch jedes Jahr Ende Juli/Anfang August ein Open-Air-Kino statt, das der im Januar 2005 gegründete Verein FoKus (Forchtenberger Kulturszene) zusammen mit einem Künzelsauer Kinobetreiber veranstaltet. Jedes Jahr am ersten Adventswochenende findet zudem in der mittelalterlichen Forchtenberger Altstadt ein Weihnachtsmarkt statt.
Das 1948 gegründete Volksbildungswerk der Stadt Forchtenberg bietet in jedem Jahr etwa zehn Veranstaltungen mit großer Bandbreite; neben Musikkonzerten und Diavorträgen gibt es auch Beiträge über Geschichte, Gesundheit, Literatur und Wissenswertes aus aller Welt. Die Kulturinitiative Sindringen (KIS) veranstaltet Jazz- und Bluesabende, Kabarett sowie jährlich einen Irischen Abend.

## Wirtschaft und Infrastruktur
Forchtenberg ist ein Weinbauort, dessen Lagen zur Großlage Kocherberg im Bereich Kocher-Jagst-Tauber gehören.

### Verkehr

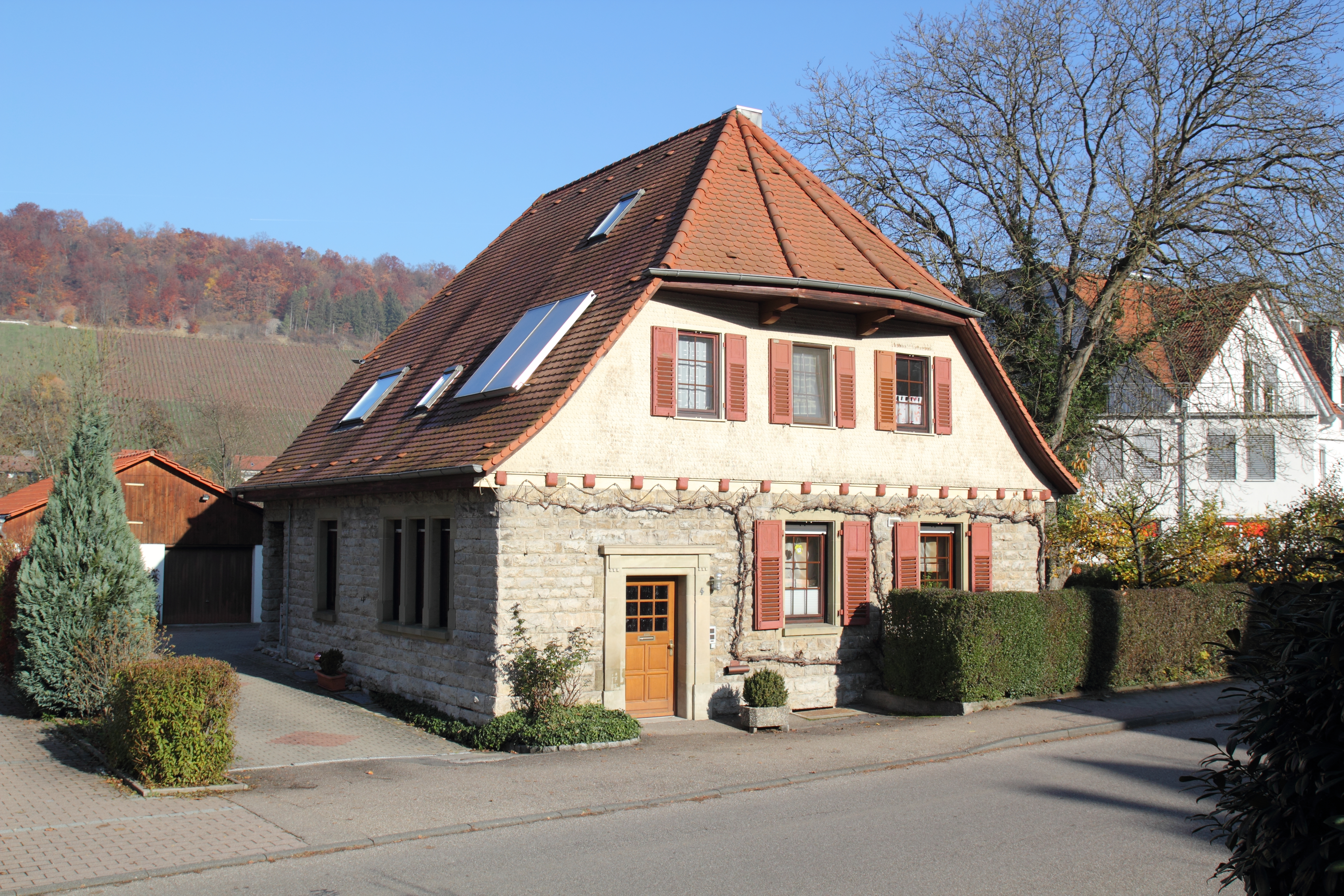
Der inzwischen stillgelegte Bahnhof der von 1924 bis 1981 im Personenverkehr betriebenen Kochertalbahn

Als wichtigste Verkehrsverbindung wird Forchtenberg in Ost-West-Richtung von der Kochertalstraße (L 1045) erschlossen. Des Weiteren gibt es Straßenverbindungen zwischen den Ortsteilen und zu den Nachbargemeinden.
Die Stadt ist über einige Buslinien des Nahverkehr Hohenlohekreis (NVH) mit den Mittelzentren Öhringen und Künzelsau sowie den Nachbarorten verbunden.
Durch Forchtenberg führen zwei touristische Landes-Radfernwege:
- Der Kocher-Jagst-Radweg ist ein Rundkurs entlang der beiden Flüsse Kocher und Jagst zwischen Bad Friedrichshall und einer Querverbindung zwischen den Tälern bei Aalen (Stadtteil Unterkochen) und Lauchheim.
- Der Württemberger Weinradweg[12] führt von Rottenburg am Neckar nach Niederstetten. Er führt dabei von Neuenstein ins Kochertal und dort von Sindringen bis zur Deubachmündung bei Nagelsberg.

### Bildungseinrichtungen
Forchtenberg verfügt über eine Grund- und Hauptschule. Im Ortsteil Ernsbach besteht eine eigenständige Grundschule für die Orte Ernsbach und Sindringen.
Kindergärten bestehen im Hauptort Forchtenberg sowie in den Ortsteilen Sindringen und Ernsbach.

### Freizeit- und Sportanlagen
In Forchtenberg, Ernsbach und in Sindringen (Limeshalle) gibt es städtische Sport- und Mehrzweckhallen. Darüber hinaus werden die alten Turnhallen von Forchtenberg und Sindringen von Vereinen getragen und dienen regelmäßig sportlichen und kulturellen Veranstaltungen. Auch in der städtischen Ernsbacher Pachthofscheuer finden kulturelle Aktivitäten statt. Diese hat weitgehend die Funktion einer kleinen Stadthalle übernommen.

## Postleitzahlen und Telefonvorwahlen
In Forchtenberg gilt die Postleitzahl 74670. Abweichend hiervon haben der Trautenhof die 74249, der Haberhof und der Orbachshof die 74632 sowie der Schießhof die 74639.
Die Stadt hat die Vorwahl 07947. Abweichende Vorwahlen haben Sindringen (07948), Haberhof (07942) und Holzweilerhof (07943).

## Persönlichkeiten

### Söhne und Töchter der Stadt
- 1580, Michael Kern, † 31. August 1649 in Forchtenberg, deutscher Bildhauer
- 1583, 28. Februar, Georg Kern, † vor 1643, Baumeister und Bildhauer
- 1588, 22. November, Leonhard Kern, † 4. April 1662 in Schwäbisch Hall, deutscher Bildhauer.
- 1594, 26. September, Peter Kern, † 1638 in Koblenz, deutscher Bildhauer
- 1622, 3. Mai, Johann Peter Lutz, † 8. Januar 1675 in Esslingen, brandenburgischer Amtmann
- 1793, 26. September, Friedrich Mugler, † 6. April 1869 in Stuttgart, geboren in Sindringen, württembergischer Oberamtmann
- 1796, 24. Mai, Georg Conrad Weitbrecht, † 15. Juli 1836 in Stuttgart; Bildhauer des Frühklassizismus und Kunstprofessor
- 1825, 19. Februar, Wilhelm Schall, † 15. Januar 1886 in Stuttgart, Jurist und Landtagsabgeordneter
- 1892, Hans Gradmann, † 1983 in Tübingen, deutscher Botaniker
- 1920, 27. Februar Elisabeth Hartnagel, † 28. Februar 2020 in Stuttgart, Schwester von Hans und Sophie Scholl, Verfolgte des NS-Regimes
- 1921, 9. Mai, Sophie Scholl, † 22. Februar 1943 in München, deutsche Widerstandskämpferin gegen den Nationalsozialismus.[13]

### Sonstige Persönlichkeiten
- 1891, 13. April, Robert Scholl, geboren in Steinbrück, Gemeinde Geißelhardt (heute zu Mainhardt), † 25. Oktober 1973 in Stuttgart, württembergischer Politiker, Bürgermeister in Forchtenberg und Vater von Hans und Sophie Scholl
- 1918, 22. September, Hans Scholl, † 22. Februar 1943 in München, deutscher Widerstandskämpfer gegen den Nationalsozialismus, in Forchtenberg aufgewachsen.
- 1964, 29. Mai, Albert Frey, seit 2012 Wirkungsstätte des deutschen Musikers.